# 仲村菫
もしかして
- 仲邑菫

ではありませんか？